# Luís Gonçalves Rebordão
Luís Gonçalves Rebordão OA • MCC • MV (Fundão, Souto da Casa, 16 de Dezembro de 1894 - Lisboa, 21 de Maio de 1976) foi um advogado, jornalista, militar e maçon português.

## Biografia
Era Licenciado em Direito pela Faculdade de Direito da Universidade de Coimbra e diplomado pela Escola Superior Colonial.
Republicano, combateu na Revolta de 14 de Maio de 1915 e colaborou assiduamente no periódico Republicano Coimbrão "A Revolta".
Tomou parte na Primeira Guerra Mundial, servindo como Alferes na Expedição a Moçambique em 1917-1918, onde se distinguiu e veio a ser condecorado.
Iniciado na Maçonaria em 1921, na Loja Revolta, de Coimbra, com o nome simbólico de João de Barros, passou a Venerável Mestre em 1922 e, em 1925, atingiu o Grau 7 do Rito Francês. Desempenhou o cargo de Venerável Mestre na Loja que o iniciou, como se disse, e na Loja Rebeldia, de Lisboa, em 1929, da qual foi Fundador.
Combatente contra a Ditadura Nacional, esteve vários meses preso em 1929.
Exerceu as profissões de Advogado e de Funcionário Público do Ministério da Guerra e foi Oficial do Exército de Administração Militar, em cujo posto de Capitão passou à Reserva, a seu pedido, em 1937.
A 5 de Janeiro de 1940 foi feito Oficial da Ordem Militar de São Bento de Avis.
Desempenhou altos cargos no Grande Oriente Lusitano Unido, nomeadamente o de Presidente do Conselho da Ordem, de 1937 a 1957, que, interinamente e devido às circunstâncias da clandestinidade, coincidiu com o de Grão-Mestre. Em 1957, foi eleito Grão-Mestre Efectivo, desempenhando tal cargo até a ele renunciar, em 1974. Como Soberano Grande Comendador, cargo que desempenhava desde 1953, manteve-se, contudo, até à sua morte a 21 de Maio de 1976. Deve-se-lhe o ter sabido guiar, com mão de Mestre, a Maçonaria Portuguesa no caminho escuro das perseguições e da actividade clandestina, até à reentrada na plena luz conseguida com o triunfo da Revolução dos Cravos de 25 de Abril de 1974.